# قصف طنجة
قصف طنجة هو هجوم بحري فرنسي ضد مدينة طنجة المغربية في 6 أغسطس 1844. هذا الهجوم جزء من الحرب الفرنسية المغربية التي كان سببها دعم المغرب لعبد القادر الجزائري في مقاومته للغزو الفرنسي للجزائر.

## القصف
في 6 أغسطس سنة 1844 رست بساحل طنجة مجموعة من السفن الحربية التابعة للقوات الفرنسية بقيادة الأمير جوانفيل موجهة مدافعها الثقيلة نحو المدينة.
قدوم هذه السفن الحربية الفرنسية إلى ساحل طنجة سبقته العديد من الأحداث التي مهدت لهذا المجيء المرعب. فمن المعروف أن فرنسا قبل هذه اللحظة كانت تقاتل بضراوة في الجزائر بهدف احتلال هذا البلد، بيد أن عملية الاحتلال تلك تعرضت لمقاومة جزائرية شرسة بقيادة الأمير عبد القادر.
وعلمت فرنسا أن المقاومة الجزائرية تحصل على السلاح وكل الدعم من المغرب، وأن المقاومون الجزائريون بما فيهم الأميرعبد القادر نفسه، يدخلون إلى الأراضي المغربية التي يتخذونها كمحطة لإطلاق عملياتهم الجهادية ضد الاحتلال الفرنسي.
هذا الأمر لم يعجب فرنسا فقررت أن تلقن المغرب درسا على هذه المساعدة التي يقدمها إلى «المارق» عبد القادر حسب وصفهم له. حينها قدمت تلك السفن السابقة الذكر بقيادة الأمير جوانفيل ورست بساحل طنجة مثيرة الرعب في أهلها.
أمر جوانفيل بإطلاق قاذفات مدافعه على أماكن محددة في المدينة بعيدة عن مباني القنصليات التابعة للدول الأجنبية، ودام القصف 20 دقيقا (1)، كانت هذه الدقائق كافية لتكبيد خسائر كبيرة في الأرواح والمباني، فقد قتل في هذا القصف 155 شخصا، ودمرت العديد من الدور والمنازل (2).
هذا القصف الفرنسي لمدينة طنجة كان بمثابة انطلاق الشرارة الأولى للحرب المغربية الفرنسية، فبعد هذا القصف وقعت معركة ايسلي الشهيرة في 14 غشت 1844 التي أبانت عن الضعف الكبير للمخزن المغربي إثر هزيمته السريعة أمام الترسانة العسكرية القوية لفرنسا.

## العوامل
قصف طنجة وهزيمة المغرب في ايسلي ثم قصف الصويرة في 15 غشت 1844، اضطر المغرب تحت تلك الضغوط أن يوقع على معاهدة طنجة في 10 شتنبر 1844 وهي المعاهدة التي نصت على توقفه عن مساندة المقاومة الجزائرية والاعتراف بالاحتلال الفرنسي للجزائر (3).
هذا القصف الذي تعرضت له طنجة في عز فصل صيف سنة 1844 خلف رعبا كبيرا في المدينة، حتى أن الناس في طنجة ظلوا يتذكرونه لأجيال وكانوا قد أطلقوا عليه اسم «الخوف الكبير» (4)، في حين أن يهود طنجة أطلقوا عليه اسم «عيد القنابل» (5)، وبعكس المسلمين فإن اليهود استبشروا خيرا بهذا القصف وتمنوا أن يحتل الفرنسيون طنجة على أمل أن تتحسن وضعيتهم على يد الفرنسيين وأنشدوا الأغاني حول هذا الأمر.